# Maria Comegna
Maria Comegna (Castellammare di Stabia, 1º luglio 1989) è un'attrice italiana.

## Biografia
Nel 1997 iniziò a frequentare il Centro Teatro Danza La Ribalta; in seguito partecipò ad alcuni stages con Rosaria De Cicco, Ferdinando Maddaloni e Marita Delia.
Tra il 2003 e il 2004 apparve in uno spot pubblicitario per i jeans Onyx. Nel 2005 debuttò come attrice, partecipando alla serie televisiva di Rai 3, La squadra 6. L'anno successivo interpretò il ruolo di Daiana Spagnuolo nella serie tv Capri, diretta da Francesca Marra ed Enrico Oldoini e trasmessa da Rai Uno.

## Filmografia
- La squadra 6, registi vari - Serie TV - Rai Tre (2005)
- Capri, regia di Francesca Marra ed Enrico Oldoini - Serie TV - Rai Uno (2006)
- Provaci ancora prof 3, regia di Rossella Izzo - Miniserie TV - Rai Uno (2008)
- Donna Detective 2, regia di Fabrizio Costa - Miniserie TV - Rai Uno (2010)

## Spot pubblicitari
- Onyx (2003-2004)